# Amoebidae
Los amébidos (Amoebidae) son una familia de Amoebozoa que incluye a amebas desnudas que producen múltiples seudópodos de longitud indeterminada. Estos son de forma aproximadamente cilíndrica con endoplasma granular y sin subseudopodia, como ocurre en otras familias de la clase Tubulinea. Durante la locomoción, uno de los seudópodos típicamente llega a ser dominante y los otros son retractados mientras el cuerpo fluye dentro de él. En algunos casos, la célula se mueve "caminado", con seudópodos relativamente permanentes que les sirven como miembros.
Los géneros más importantes son Amoeba y Chaos, que se distinguen de los demás por presentar crestas longitudinales.